# Esplanade Johnny-Hallyday (Paris)
Pour l'esplanade du même nom à Toulouse, voir Esplanade Johnny-Hallyday (Toulouse).
L'esplanade Johnny-Hallyday est une voie située dans le 12e arrondissement de Paris, en France.

## Situation et accès
En transport en commun l'esplanade est desservie principalement par la ligne 14 du métro à la station Bercy.

## Origine du nom

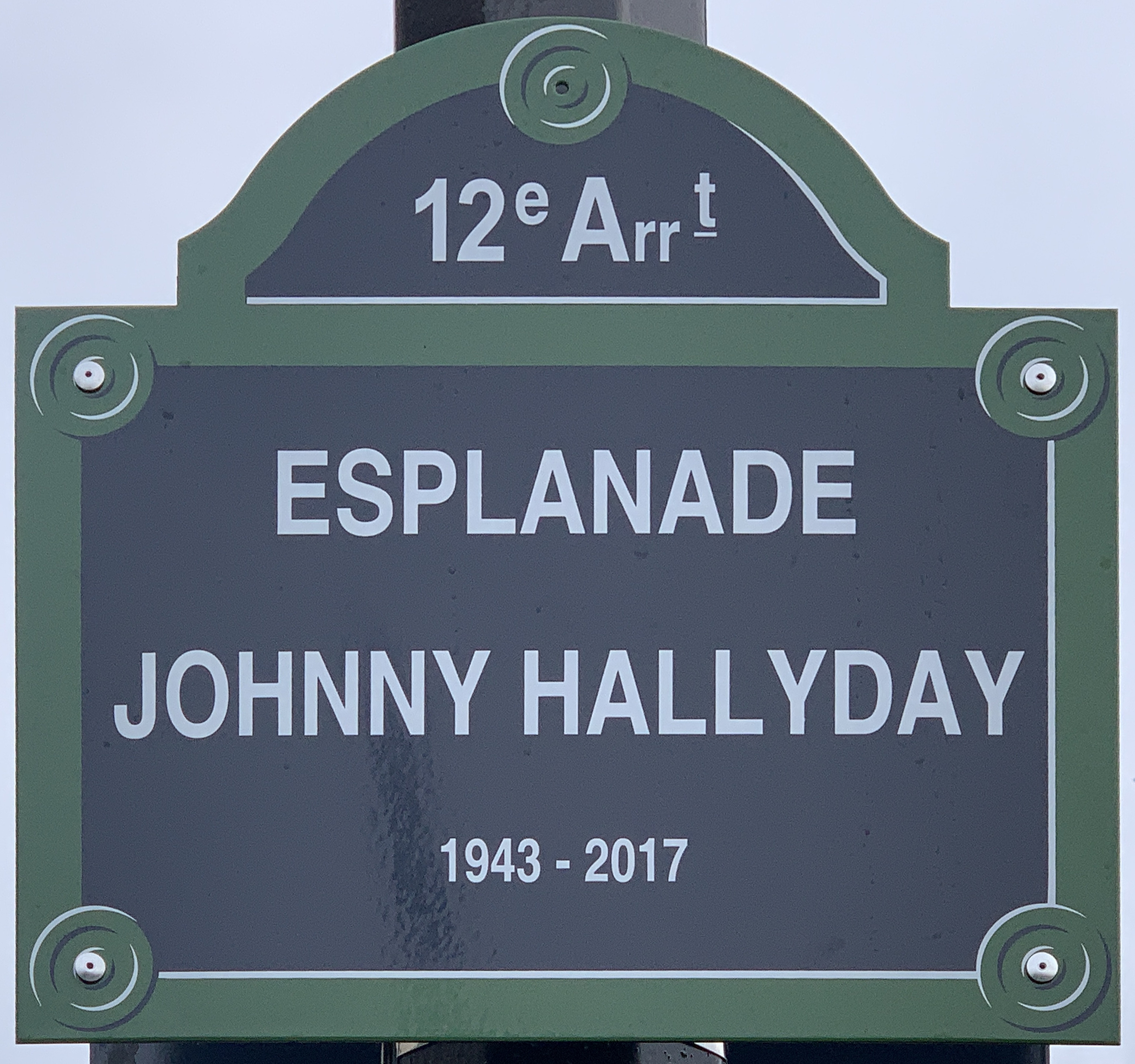
Plaque de l'esplanade.

La voie porte le nom du chanteur français Johnny Hallyday (1943-2017), nom de scène de Jean-Philippe Smet.

## Historique
L'esplanade a été dénommée par décision du Conseil de Paris en février 2020.
L'inauguration officielle s'est tenue le 14 septembre 2021.

## Sculpture en hommage à Johnny
Inaugurée le 14 septembre 2021, c'est une œuvre de six mètres de haut dédiée à Johnny Hallyday. Réalisée par l'artiste Bertrand Lavier, elle est intitulée « Quelque chose de… », en allusion au célèbre tube de « l'idole des jeunes ». La sculpture est constituée d'un mât, formé par un manche de guitare géant, avec au sommet une Harley-Davidson ayant appartenu à Johnny. C'est un lieu culte pour le rocker et ses fans, car il a chanté de très nombreuses fois à Bercy, la salle juste à côté.